# خلد آباد
خلداباد هي مدينة ومجلس بلدي وتحصيل في منطقة أورانجاباد في ولاية ماهاراشترا الهندية يُعرف باسم وادي المشايخ أو دار الخلود حيث أنه في القرن الرابع عشر اختار العديد من المشايخ الصوفيين الإقامة هنا. معبد بهادر ماروتي وأضرحة صوفية مثل الشيخ برهان الدين غريب شيستي والشيخ زين الدين شيرازي إلى جانب قبر الإمبراطور المغولي أورنغزيب والجنرال الموثوق به آصف جاه قمر الدين أول نظام لحيدر أباد.

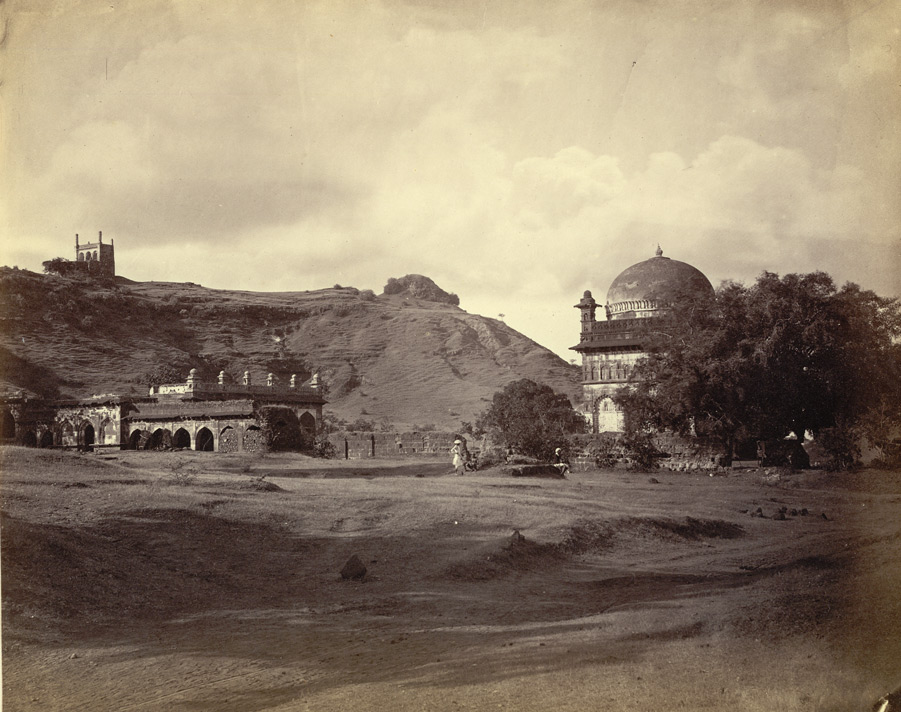
قبر مالك عنبر 1860 خولداباد

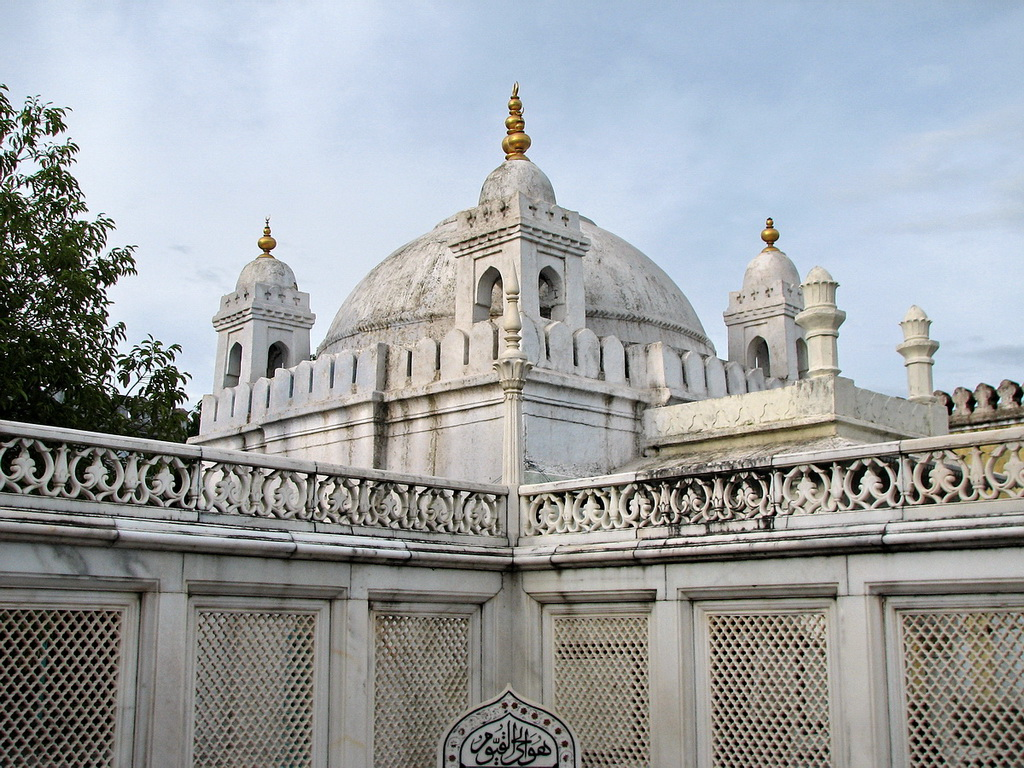
زين الدين شيرزاي مقبرة خلداباد